# Ivan Zaffron
Ivan Zaffron (tal. Giovanni Zaffron; Korčula, 8. lipnja 1807. – Korčula, 16. rujna 1881.) bio je prelat Katoličke Crkve koji je služio kao biskup dubrovački te trajni apostolski upravitelj trebinjsko-mrkanski od 1872. do 1881. Prije toga, obnašao je dužnost biskupa šibenskog, od 1863. do 1872. godine.

## Životopis
Ivan Zaffron je rođen 8. lipnja 1807. u korčulanskoj plemićkoj obitelji. Otac mu je bio mletački kapetan, a majka Ivanka rođ. Depolo. Don Roko Zaffron ga je krstio u korčulanskoj katedrali 12. srpnja 1807. godine.
Zaffron se školovao u Zadru, a kasnije je studirao teologiju u Mariabrunnu kraj Beča. Za svećenika ga je zaredio biskup Antun Giuriceo u Mandaljeni 2. rujna 1832. godine. Nakon ređenja Zaffron je služio kao župnik u Smokvicama i Čarama. Od 15. prosinca 1837. je službovao kao vjeroučitelja u školi u Korčuli. Dok je bio korčulanski župnik, naredio je da se sruše tri manje crkve: svetog Roka, svetog Vlaha i svetog Sergija te je dao sagraditi veću crkvu sv. Justine. Zaffron je izgradio i prvu meteorološku stanicu u Korčuli te je bio njezin prvi motritelj.
Dana 13. studenog 1862. izabran je za šibenskog biskupa kao nasljednika Petra Dujma Maupasa. Zaffron je potvrđen 28. rujna 1863., a posvetio ga je 15. studenog 1863. kotorski biskup Marko Kalogjera u crkvi Svetog Marka.
Nakon smrti dubrovačkog biskupa Vinka Čubranića 1870. dubrovačko biskupsko sjedište ostalo je upražnjeno gotovo dvije godine, kada je 13. veljače 1872. za njegova nasljednika izabran Zaffron. Konačno je potvrđen 29. srpnja 1872. godine. Istodobno je dobio upravu nad Trebinjsko-mrkanskom biskupijom u Osmanskom Carstvu, kojom su u to vrijeme upravljali dubrovački biskupi. Kao dubrovački biskup Zaffron je podržavao Autonomašku stranku.
Odmah po preuzimanju dužnosti, Zaffron je poslao pismo ministru vanjskih poslova Austro-Ugarske Gyuli Andrássyju u kojem predlaže niz mjera za poboljšanje života katolika u Trebinjsko-mrkanskoj biskupiji, među kojima je uvođenje isusovaca ili trapista te Sestara milosrdnice ili ančela za obrazovanje djevojaka. Također je zatražio od vlade pomoć vezanu uz nove škole te veće donacije. Međutim, njegovi su planovi bili spriječeni nakon što je izbio kršćanski ustanak protiv Osmanlija.
Nakon ustanka, Berlinskim kongresom Austro-Ugarskoj je omogućena uprava nad Bosnom i Hercegovinom. Tijekom razgovora o uređenju Crkve u Bosni i Hercegovini, dalmatinski namjesnik general Gabrijel Rodić i Zaffron protivili su se ideji da se Trebinjsko-mrkanska biskupija izuzme iz jurisdikcije dubrovačkog biskupa, međutim katoličko stanovništvo i svećenstvo je željelo vlastitog biskupa. Zaffron je kasnije podržao inicijativu te za novog trebinjsko-mrkanskog biskupa predložio apostolskog vikara egipatskog biskupa Ljudevita Ćurčiju. Sudjelovao je na Prvom vatikankom saboru. Kao biskup bio je suposvetitelj na biskupskom ređenju Juraja Dubokovića.
Međutim, austrougarska vlada nije mogla udovoljiti tim zahtjevima zbog financijskih obveza i obzira prema pravoslavcima, jer nije mogla dopustiti da malobrojniji katolici imaju više biskupa od pravoslavaca, pa su Konvencijom iz 1881. dogovorili da Trebinjsko-mrkansku biskupiju ostave pod upravom dubrovačkog biskupa. Nakon kraće bolesti Zaffron umire u Korčuli 16. rujna 1881. godine. Pokopan je u crkvi svete Justine u Korčuli.

### Knjige
- Carmichael, Cathie. 2015. A Concise History of Bosnia (engleski). Cambridge University Press. Cambridge. ISBN 9781107016156
- Gjivoje, Marinko. 1968. Otok Korčula. Samizdat. Korčula.
- Matijaca, Ivo, ur. 1976. Lanterna sv. Marka. Župski ured. Korčula.
- Pandžić, Krešo; Žibrat, Zvonko, ur. 2014. 160 godina meteoroloπkih motrenja i njihova primjena u Hrvatskoj. Župski ured. Korčula.
- Perić, Ivo. 1990. Politički portreti iz prošlosti Dalmacije. Književni krug. Zagreb.
- Puljić, Ivica. 1986. Trebinjsko-mrkanska biskupija u XIX. stoljeću. Katolička crkva u Bosni i Hercegovini u XIX i XX stoljeću: povijesno-teološki simpozij prigodom stogodišnjice ponovne uspostave redovite hijerarhije u Bosni i Hercegovini. Vrhobosanska visoka teološka škola. Sarajevo.

### Članci
- Vrankić, Petar. 2016. Izbori i imenovanja biskupa u Hercegovini u doba austro-ugarske vladavine (1878. – 1918.) na primjeru biskupa fra Paškala Buconjića. Hercegovina. Filozofski fakultet Sveučilišta u Mostaru. Mostar. 2: 109–140

### Mrežne stranice
- Bishop Ivan Zaffron (Zoffran) †. Catholic-Hierarchy.org. Pristupljeno 31. prosinca 2022.

| Titule u Katoličkoj Crkvi     | Titule u Katoličkoj Crkvi                                    | Titule u Katoličkoj Crkvi    |
| ----------------------------- | ------------------------------------------------------------ | ---------------------------- |
| prethodnik Petar Dujam Maupas | Biskup šibenski 1863.–1872.                                  | nasljednik Antun Josip Fosco |
| prethodnik Vinko Čubranić     | Biskup dubrovački 1872.–1881.                                | nasljednik Mato Vodopić      |
| prethodnik Vinko Čubranić     | Trajni apostolski upravitelj trebinjsko-mrkanski 1872.–1881. | nasljednik Mato Vodopić      |